# Response ratio
Response ratio ist eine Kennzahl aus der Performanceberechnung der Informatik und beschreibt das Verhältnis zwischen der Bearbeitungsdauer einer Funktion und ihrer Antwortzeit.
Beide Basiskennzahlen sollten so klein wie möglich sein. Es wird ein Verhältnis von 1 angestrebt. Diese Kennzahl findet ebenfalls im Scheduling-Verfahren Highest Response Ratio Next Anwendung.
Response ratio = Antwortzeit / Dauer für Funktionsbearbeitung = (Wartezeit + Dauer für Funktionsbearbeitung) / Dauer für Funktionsbearbeitung